# 輕鐵單程票

兩鐵合併後的輕鐵單程票

輕鐵單程票（英語：Light Rail Single Journey Ticket）是香港港鐵之輕鐵系統的單程車票。
輕鐵單程票一般於輕鐵沿線各站月台售票機即時印製及發出。輕鐵單程票是75毫米乘30毫米的紙製車票，不設磁帶或電子晶片來儲存車票資料；車票資料全部印在車票的正面，全部都簡單易明，而背面印有簡短的車票須知。(舊款)車票右上為售票機編號（頭3個數字為車站編號，而最後一個英文字母則代表售票機編號）。

## 發售
- 輕鐵單程票只能在購票後120分鐘內按所選收費區作單程使用一次，不得作回程或重複車站使用（包括所有循環路線及同一收費區），如職員查票時確定乘客違反此項規定，即可向乘客罰款HK$370甚至檢控。
- 若在購票期間售票機出現故障，未能印出車票、找續或退回硬幣，乘客應即時致電港鐵熱線(852) 2881 8888，或向任何一位職員求助，讓職員即時跟進。每部售票機均有編號印在機身，乘客在求助時應向職員指明該編號。
- 由於輕鐵沒有閘機，車廂內亦不設收費錢箱，乘客可以自行保留車票。
- 持單程票乘客不能享用轉乘優惠（包括免費港鐵／港鐵巴士／港鐵接駁巴士轉乘、小巴／巴士轉乘優惠等），亦不能享用感謝日優惠（如適用）。
- 年齡12-64歲人士（包括已持有「學生身分」或「殘疾人士身分」個人八達通之學生或殘疾人士，以及已持有「樂悠咭」之60-64歲香港居民），在任何情況下不可使用小童／長者單程票乘搭輕鐵，否則會視作無票乘車，並須繳交附加費HK$370，及交出車票（港鐵職員有權沒收車票）。學生、12-64歲殘疾人士或60-64歲香港居民如須在輕鐵網絡享用特惠車費，必須使用「學生身分」／「殘疾人士身分」個人八達通或「樂悠咭」，否則便須使用成人車票。
- 小童／長者單程票只供3歲至11歲小童及65歲或以上長者使用。使用特惠車票者可能會被要求出示身份證明文件或資格證明以確保其合乎使用車票的資格；如果乘客使用特惠車票，欲不符合任何一項條件，將被視作無購票論，須繳交HK$370作為附加費，及交出車票（港鐵職員有權沒收車票）。
- 長者、殘疾人士或60-64歲香港居民使用單程車票不能享有「長者及合資格殘疾人士公共交通票價優惠計劃」所提供的HK$2乘車優惠。長者、殘疾人士或60-64歲香港居民如須在輕鐵網絡享用此優惠，必須使用長者／個人八達通、「殘疾人士身分」個人八達通或「樂悠咭」，方可享有HK$2乘車優惠。
- 由於輕鐵與港鐵其他綫路或港鐵巴士（新界西北）的票務系統有異，由2003年12月起，所有輕鐵單程票不適用於港鐵或港鐵巴士（新界西北），乘客須分別另購港鐵單程票或於港鐵巴士上繳付車費（車費會被獨立計算），乘客如須享用港鐵及／或港鐵巴士（新界西北）－輕鐵之轉乘優惠，必須使用八達通、屯門－南昌全月通加強版、屯門－紅磡全月通加強版、屯門－南昌全日通、遊客全日通、遊客過境旅遊票或機場快綫旅遊票方可享有轉乘優惠。

## 車票說明
車票上所列的資訊如下：
- 車票類別及英文字母簡稱（成人A /小童和長者而設的優惠車票C）。
- 出發站所屬收費區及目的地所屬收費區（例：3→5）。
- 售票車站代號及售票機代號（例：270A，即在安定站 (車站編號270) A售票機購買）。
- 購票的日期及時間（例：11：11　07．07．07，即在2007年7月7日11時11分購買）。

## 歷史
1988年9月18日通車時
|      | 2個相連的收費區 （包括出發站所在的收費區） | 3個收費區 | 4至5個收費區 |
| 成人 | $1.5                                       | $1.9      | $2.4         |
| 小童 | $0.8                                       | $1        | $1.2         |

1997年9月1日至2010年6月12日
|      | 2個相連的收費區 （包括出發站所在的收費區） | 3個收費區 | 4至5個收費區 |
| 成人 | $4                                         | $4.7      | $5.8         |
| 小童 | $2                                         | $2.3      | $2.9         |

2003年8月1日，屯門站啟用，代替了因路軌架空工程而拆卸、建於地面的新發站，車站編號（售票車站代號）亦由新發站的290改為295。
2003年11月30日，增至6個收費區（1至5區及5A區），而乘客最多乘搭5個車費區，便可到達目的地。
2010年6月13日調整票價，平均調整幅度為2.05% 。輕鐵的成人八達通車費將全部劃一加一毫，而優惠八達通車費現時超過HK$2.3的將劃一加一毫。而港鐵巴士（新界西北）的成人車費將全部劃一加一毫，而優惠車費將不會調整。而可以用於乘搭輕鐵及港鐵巴士（新界西北）的「屯門－南昌」／「屯門－紅磡」全月通及「屯門－南昌」全日通，將於同年7月分別上調售價十元及一元。然而，輕鐵的單程車票車費將調整如下：
|      | 2個相連的收費區 （包括出發站所在的收費區） | 3個收費區 | 4至5個收費區 |
| 成人 | $4                                         | $5        | $6           |
| 小童 | $2                                         | $2.5      | $3           |

2011年6月19日調整票價，平均調整幅度為2.2% 。輕鐵的成人八達通車費將全部劃一加一毫，而優惠八達通車費現時超過HK$2的將劃一加一毫。而港鐵巴士（新界西北）的成人車費將全部劃一加一毫，而優惠車費將不會調整。而可以用於乘搭輕鐵及港鐵巴士（新界西北）的「屯門－南昌」／「屯門－紅磡」全月通及「屯門－南昌」全日通，將於同年7月分別上調售價十元及一元。然而，輕鐵的單程車票車費將不會調整。
2012年6月17日調整票價，平均調整幅度為5.4% 。輕鐵的成人八達通車費現時在HK$4.1或以下加一毫，而HK$4.6或以上加三毫；而優惠八達通車費除現時在HK$3加兩毫，其餘則加一毫。而港鐵巴士（新界西北）的成人車費將全部劃一加一毫，而優惠車費除506線外，車費將不會調整。而可以用於乘搭輕鐵及港鐵巴士（新界西北）的「屯門－南昌」／「屯門－紅磡」全月通及「屯門－南昌」全日通，將於同年7月分別上調售價二十至二十五元及一元。然而，輕鐵的單程車票車費將不會調整。
2013年6月30日調整票價，平均調整幅度為2.7% 。輕鐵的成人八達通車費現時在HK$5.4或以下加一毫，而HK$5.8或以上加兩毫，而優惠八達通車費將全部劃一加一毫。而港鐵巴士（新界西北）的成人及優惠車費將全部劃一加一毫。而可以用於乘搭輕鐵及港鐵巴士（新界西北）的「屯門－南昌」／「屯門－紅磡」全月通及「屯門－南昌」全日通，將於同年7月分別上調售價十至十五元及一元。然而，輕鐵的單程車票車費將調整如下：
|      | 2個相連的收費區 （包括出發站所在的收費區） | 3個收費區 | 4至5個收費區 |
| 成人 | $4.5                                       | $5.5      | $6.5         |
| 小童 | $2                                         | $2.5      | $3           |

2014年6月29日調整票價，平均調整幅度為3.6% 。輕鐵的成人八達通車費除現時在HK$5.5及$6.5的車程維持不變外，其餘加兩毫，而優惠八達通車費現時超過HK$2.1的將劃一加一毫。而港鐵巴士（新界西北）的成人車費將全部劃一加兩毫，而優惠車費將不會調整。而可以用於乘搭輕鐵及港鐵巴士（新界西北）的「屯門－南昌」／「屯門－紅磡」全月通及「屯門－南昌」全日通，將於同年7月分別上調售價十五元及一元。然而，輕鐵的單程車票車費將調整如下：
|      | 2個相連的收費區 （包括出發站所在的收費區） | 3個收費區 | 4至5個收費區 |
| 成人 | $4.5                                       | $5.5      | $6.5         |
| 小童 | $2                                         | $3        | $3.5         |

2015年6月21日調整票價，平均調整幅度為4.3% 。輕鐵的成人八達通車費現時在HK$5.5或以下加兩毫，而HK$6.2或以上加三毫，而優惠八達通車費除現時在HK$2及$3的車程維持不變外，其餘加一毫。而港鐵巴士（新界西北）的成人車費將全部劃一加兩毫，而優惠車費將不會調整。而可以用於乘搭輕鐵及港鐵巴士（新界西北）的「屯門－南昌」／「屯門－紅磡」全月通及「屯門－南昌」全日通，將於同年7月分別上調售價二十至二十五元及一元。然而，輕鐵的單程車票車費將調整如下：
|      | 2個相連的收費區 （包括出發站所在的收費區） | 3個收費區 | 4至5個收費區 |
| 成人 | $5                                         | $6        | $7           |
| 小童 | $2                                         | $3        | $3.5         |

2016年6月26日調整票價，平均調整幅度為2.65% 。輕鐵的成人八達通車費現時在HK$5.4或以下加一毫，而HK$5.7或以上加兩毫，而優惠八達通車費現時HK$2及$3的車程維持不變外，其餘加一毫。而港鐵巴士（新界西北）的成人車費將全部劃一加一毫，而優惠車費將不會調整。而可以用於乘搭輕鐵及港鐵巴士（新界西北）的「屯門－南昌」／「屯門－紅磡」全月通及「屯門－南昌」全日通，將於同年7月分別上調售價十五元及一元。然而，輕鐵的單程車票車費將不會調整。
2018年6月30日調整票價，平均調整幅度為3.14% 。輕鐵的成人八達通車費除現時在HK$4.6加一毫，其餘則加兩毫，而優惠八達通車費將全部劃一加一毫。而港鐵巴士（新界西北）的成人及優惠車費將全部劃一加一毫。而可以用於乘搭輕鐵及港鐵巴士（新界西北）的「屯門－南昌」／「屯門－紅磡」全月通及「屯門－南昌」全日通，將於分別翌年1月1日上調售價十五元及翌年1月2日上調一元。然而，輕鐵的單程車票車費將調整如下：
|      | 2個相連的收費區 （包括出發站所在的收費區） | 3個收費區 | 4至5個收費區 |
| 成人 | $5.5                                       | $6.5      | $7.5         |
| 小童 | $2.5                                       | $3.5      | $4           |

2019年6月30日調整票價，平均調整幅度為3.3% 。輕鐵的成人八達通車費將全部劃一加兩毫，而優惠八達通車費現時HK$2.5的車程維持不變外，其餘加一毫。而港鐵巴士（新界西北）的成人車費將全部劃一加兩毫，而優惠車費將全部劃一加一毫。而可以用於乘搭輕鐵及港鐵巴士（新界西北）的「屯門－南昌」／「屯門－紅磡」全月通及「屯門－南昌」全日通，將於分別2021年7月1日上調售價十五元及上調一元。然而，輕鐵的單程車票車費將不會調整。
2021年6月27日調整票價，平均調整幅度為-1.85% 。輕鐵的成人及優惠八達通車費將全部劃一減一毫。而港鐵巴士（新界西北）的成人及優惠車費將全部劃一減一毫。而可以用於乘搭輕鐵及港鐵巴士（新界西北）的「屯門－南昌」／「屯門－紅磡」全月通及「屯門－南昌」全日通，將於2021年7月1日分別下調售價十五元及一元。。然而，輕鐵的單程車票車費將不會調整。
2023年6月25日調整票價，平均調整幅度為2.3% 。輕鐵的成人八達通車費現時在HK$5.1或以下加一毫，而HK$5.7或以上加兩毫，而優惠八達通車費現時HK$2.1的車程維持不變外，其餘加一毫。而港鐵巴士（新界西北）的成人車費除K52A線往來曾咀之全程收費加兩毫，其餘加一毫，而優惠車費除K52A線往來曾咀之全程收費加一毫，其餘將不會調整。而可以用於乘搭輕鐵及港鐵巴士（新界西北）的「屯門－南昌」／「屯門－紅磡」全月通及「屯門－南昌」全日通，將於同年7月分別上調售價十至十五元及一元。然而，輕鐵的單程車票車費將不會調整。
2024年6月30日調整票價，平均調整幅度為3.09% 。輕鐵的成人八達通車費將全部劃一加兩毫，而優惠八達通車費將全部劃一加一毫。而港鐵巴士（新界西北）的成人車費除K52A線往來曾咀之全程收費加三毫，其餘加兩毫，而優惠車費除K52A線往來曾咀之全程收費加兩毫，其餘加一毫。而可以用於乘搭輕鐵及港鐵巴士（新界西北）的「屯門－南昌」／「屯門－紅磡」全月通及「屯門－南昌」全日通，分別上調售價二十元及一元。然而，輕鐵的單程車票車費將調整如下。
|      | 2個相連的收費區 （包括出發站所在的收費區） | 3個收費區 | 4至5個收費區 |
| 成人 | $5.5                                       | $6.5      | $8           |
| 小童 | $3                                         | $3.5      | $4           |

## 外部連結
- 香港鐵路大典上的相关条目：輕鐵單程票